# Marcus Cornelius Cethegus (Konsul 160 v. Chr.)
Marcus Cornelius Cethegus war ein römischer Politiker und Mitglied des Zweiges der Cetheger der gens der Cornelier.
Er gehörte im Jahr 171 v. Chr. einer Gesandtschaft an, die den Konsul Gaius Cassius Longinus von einem Krieg ohne Einwilligung des Senats abhalten sollte, und war 169 v. Chr. mitverantwortlich für die Verstärkung der Kolonie Aquileia durch neue Kolonisten (tresvir coloniae deducendae). Höhepunkt in der Karriere des Cethegus war das Konsulat an der Seite seines Amtskollegen Lucius Anicius Gallus im Jahr 160 v. Chr.